# 엘리자벳 -사랑과 죽음의 윤무-
『엘리자베트 -사랑과 죽움의 윤무-』(일본어: エリザベート -愛と死の輪舞- エリザベート -あいとしのロンド-[*])는 다카라즈카 가극단의 뮤지컬 작품이다. 빈 뮤지컬 『엘리자베트』의 다카라즈카판이다. 각본과 가사는 미하일 쿤체, 음악은 실베스터 르베이가 작곡했다. 오리지널 프로덕션은 빈 극장 협회이다. 윤색 및 연출은 코이케 슈이치로가 맡았다.

## 개요
코이케 슈이치로가, 1992년, 런던에서 현지 뮤지컬 작품 음악집에서 흥미를 끌만한 것을 찾던 중, 그 가게 주인으로부터 『엘리자베트』를 추천받았다. 또한, 이듬해에는 가극단에 손님으로 온, 이스탄불 주재 중국인 대학교수로부터 『엘리자베트』의 독일어 프로그램을 받았다.
이러한 경위를 거쳐, 일본에서 다카라즈카 가극단이 상연권을 취득해, 1996년에 처음으로 일본에 소개하게 되었다. 유키구미에서 당시 톱스타였던 이치로 마키의 사요나라 공연으로 초연되었다. 처음에는 평판이 좋지 못했지만, 점차 표를 구하지 못할 정도로 인기가 치솟았다.
이치로의 퇴단 공연이었기 때문에, "왜? 사요나라 공연에서 죽음을 연기하는가?". "톱 퇴단 공연에서 죽음은 이상하다" 등, 당시 의문을 갖은 사람이 많았지만, 공연이 시작되고 난 후로부터 서서히 비판은 사라졌다. 또한, "다카라즈카판은 빈 판을 개찬하고 있다"라고 열렬한 뮤지컬 팬으로부터 비판이 있었기 때문에, 토호판은 빈 판을 본떠 제작되었다.
일본인에게는 생소한 역사를 그린 연기였지만, 성공을 거뒀고 이후에도 재연을 거듭하며, 다카라즈카 가극단을 대표하는 인기 작품으로 성장했다. 또한, 이로 인해 여성을 중심으로 <합스부르크 제국 붐>이 일었고, 그 화려한 궁중생활에 대한 동경 등으로 오스트리아 빈에 관광을 가는 사람이 증가했다.
2007년 5월 4일부터 8월 12일까지 유키구미가 공연했는데, 공연중이던 2007년 5월 24일 15시 공연으로 누적관객 150만명을 돌파했다.
2014년 8월 22일자로 상연 800회를 달성했다.
2014년 9월 11일자로 누적관객 200만명을 돌파했다.
2016년에는, 유키구미 초연 20주년을 기념해, 소라구미에서 재연하는 것이 결정되었다. 같은 해 7월 22일자로, 소라구미 다카라즈카 대극장 공연 초일이자, 통산 상연 횟수 900회를 맞이했고, 10월 16일의 도쿄 다카라즈카 극장 11시 공연으로 통산 상연 횟수 1000회를 달성했다.
2018년 9월 20일자로 누적관객 250만명을 돌파했다.

## 다카라즈카판과 빈판의 차이
이 뮤지컬의 중요 인물인 Tod는, 독일어로 "죽음", "사신"을 나타내는 단어이다. 일본 이외의 각국의 공연에서는, 그나라의 언어로 죽음을 나타내는 말로 캐릭터 명으로 하고 있다 (영어판에선 Death). 이는 예술 표현인 "죽음의 무도"나 회화 "민중을 이끄는 자유의 여신"처럼 추상개념 (이 경우 죽음)을 의인화하는 유럽 여러 언어 관행에 따른 것이다.
다카라즈카 가극단에서의 상연에 있어서, 톱이 맡은 역할이 "죽음"이라는 설정으로는 문제가 있었기 때문에, 이 역을 "토트(トート)"라는 이름의 "황천의 제왕"으로 설정이 변경되었다. 또한, 남역 톱을 주연으로 해야하는 전통에 따라 엘리자베트가 아닌 토트가 주역이 되도록 각본과 연출이 가미되었다. 그래서 엘리자베트와 황천의 제왕과의 러브스토리에 중점을 둔 다카라즈카판과, 엘리자베트와 죽음의 얽힘을 합스부르크 제국 붕괴에 준해 그린 빈을 비롯한 각국판에서는 같은 뮤지컬이면서도 멋이 다른 작품으로 완성되었다.

## 줄거리
연옥에서 한 남자가 재판에 회부되었다. 그의 이름은 루이지 루키니. 그는 엘리자베트 황후 살해 혐의로 그녀가 죽은 지 100년이 지난 지금까지도 판사로부터 심문을 받고 있다. 하지만, 루키니는 "나는 누가 원해서 한거야(俺は望まれてやったんだ)", "엘리자베트는 죽음과 사랑하는 사이였어(エリザベートは死と恋仲だった)"라며 그것을 증명하기 위해 합스부르크 시대의 영혼을 불러들였다. 그 중, 황천의 왕 토트(トート)도 있었다. 루키니는 이들에게 황후에 대해 이야기하게 하고, 어떤 일이 있었는지 설명하는 이야기로, 엘리자베트가 소녀시절로 돌아간다.
1853년, 아직 소녀였던 엘리자베트는, 바이에른 왕국의 공녀로서 자유를 만끽하는 생활을 지내고 있었다. 어느 날, 그녀는 줄타기에 도전하다가 밧줄에서 떨어져 의식 불명의 중태에 빠지게 되었다. 명계에 빠진 엘리자베트에게 토트는 한눈에 반해, 금단의 사랑에 빠졌다. 토트는 엘리자베트에게 생명을 돌려주고, 그리고 그 사라을 얻기 위해 그녀를 계속 쫒기로 결심한다. 이렇게 사랑과 죽음의 윤무가 시작되었다.
엘리자베트는 그 후, 프란츠 요제프와 결혼해, 오스트리아의 황후가 되었지만, 아버지를 닮아 자유로운 것이 삶의 보람으로 여기던 그녀는, 시어머니 조피가 관장하는 왕가의 일원으로서의 공무나 의무를 감당하지 못하고 벼랑 끝으로 내몰렸다. 토트의 부추김을 받지만, 죽음으로 도망치지 않고, 그녀 혼자 살아가기로 결심한다. 이후, 시어머니 조피에게 빼앗겼던 아이의 양육권을 되찾아, 불화 끝에 승리하지만 바빴고, 어렵게 되찾은 아들 루돌프를 돌아보지 않고, 루돌프는 고독한 삶을 살게 한다. 한편, 엘리자베트는 자신의 미모가 도움이 된다는 것을 깨닫고, 그것을 닦는 데 시간을 아끼지 않았다. 과격한 다이어트로 쓰러진 엘리자베트에게 토트가 남편의 부정을 알렸고, 죽으면 그만이라는 유혹을 받았지만, 엘리자베트는 지지 않았다.
장성한 아들 루돌프는 아버지 프란츠 요제프와 대립해 어머니 엘리자베트에게 도움을 청하지만, 궁정에 무관심한 엘리자베트는 이를 거부했다. 절망한 루돌프는 자살하고, 토트의 죽음의 입맞춤을 받는다. 루돌프의 죽음에 비탄하는 엘리자베트는 토트에게 죽음을 애원하지만, 아직 나를 사랑하지 않는다는 이유로 거절당했다. 토트가 원하는 것은 어디까지나 그녀의 사랑이었다. 엘리자베트는 아들의 죽음 이후로는 항시 검은 옷만을 입고 여행을 계속했다.
마지막 무대는 제네바의 레만 호수. 여기서 엘리자베트는 루키니에게 습격 당할 것 같아 한번 피하지만, 토트의 외침을 들은 엘리자베트는 루키니에게 스스로 몸을 돌려 칼에 맞아 살해되었다. 이 후, 엘리자베트는 토트의 사랑을 믿고 둘이서 하늘로 향한다. 그리고 무대는 종언을 맞이한다.

## 다카라즈카 가극단 OG 갈라 콘서트
1997년, 시어터 드라마시티 (오사카), 도쿄 후생연금회관 (도쿄)에서 상연되었다.
2006년, 일본 초연 10주년을 기념해, 다카라즈카 가극안 OG의 갈라 콘서트가 도쿄예술극장 중홀과 우메다예술극장 메인홀에서 상연되었다.
2012년, 다카라즈카 가극 100주년 기념으로, 토큐시어터오브와 우메다예술극장 메인홀에서 상연되었다. 이 공연에서는 재단 중이던 토도로키 유도 출연했다. 또, 재단 중엔 출연하지 않았던 시온 유우가 토트역으로 특별출연했다.
2016년 (오사카) - 2017년 (도쿄) 초연 20주년을 기념해, 우메다예술극장 메인홀과 Bunkamura 오차드홀에서 상연했다. 초연 멤버를 중심으로 한 토크&라이브 형식의 "모니먼트 버전", 기존 형식으로 당시 의상을 착용하고 상연하는 "풀코스튭 버전", 당시 의상 착용 없이 다양한 조압으로 상연하는 "애니버서리 버전" 등 3가지 패턴으로 상연되었다.
2021년, 초연 25주년을 기념해 우메다예술극장 메인홀과 토큐시어터오브에서 상연되었다. 지금까지 상연된 각 구미 다카라즈카에서의 각 역할 분장 그대로 상연하는 "풀코스튬 버전", 의상 착용은 하지 않고 다양한 조합으로 상연하는 "애니버서리 버전"의 두 패턴으로 상연되었다. 또한, 일부 공연은 라이브 방송 및 라이브 뷰잉도 진행되었다. 덧붙여 토큐시어터오브에서의 일부 공연은 긴급사태 선언의 발령으로 중지 또는 무관중 라이브 송신으로 변경되었다.

## 공연 기록

### 1996년 유키구미
- 2월 16일 - 3월 25일 (신인공연：3월 5일)　다카라즈카 대극장

상연횟수：55회
관객동원수：146,000명
- 6월 3일 - 6월 30일 (신인공연：6월 11일)　도쿄 다카라즈카 극장

상연횟수：47회
관객동원수：124,000명
형식적 명칭은 「VISA재팬뮤지컬」, 2막.
도쿄 공연은 하나미야 아이리가 병이 생겨, 휴연했다.

### 1996・1997년 호시구미
- 1996년 11월 8일 - 12월 16일 (신인공연：11월 26일)　다카라즈카 대극장

상연횟수：55회
관객동원수：135,000명
- 1997년 3월 4일 - 3월 31일 (신인공연：3월 11일)　도쿄 다카라즈카 극장

상연횟수：47회
관객동원수：125,000명
형식적 명칭은 「VISA재팬 뮤지컬」, 2막.

### 1998・1999년 소라구미
- 1998년 10월 30일 - 12월 20일 (신인공연：11월 17일)　다카라즈카 대극장

상연횟수：69회
관객동원수：183,000명
- 1999년 2월 12일 - 3월 29일 (신인공연：2월 23일)　TAKARAZUKA1000days극장

상연횟수：65회
관객동원수：132,000명
형식적 명칭은 「VISA재팬 뮤지컬」, 2막.

### 2002・2003년 하나구미
- 2002년 10월 4일 - 11월 18일 (신인공연：10월 22일)　다카라즈카 대극장

상연횟수：64회
관객동원수：170,000명
- 2003년 1월 2일 - 2월 9일 (신인공연：1월 21일)　도쿄 다카라즈카 극장

상연횟수：57회
관객동원수：120,000명
형식정 명칭은 「미츠이 스미토모VISA뮤지컬」, 2막 24장.
특별출연으로 모두 당시, 전과의 리츠 토모미, 이소노 치히로, 쥬리 사키호.

### 2005년 츠키구미
- 2005년 2월 4일 - 3월 21일 (신인공연：2월 22일)　다카라즈카 대극장

상연횟수：65회
관객동원수：162,000명
- 2005년 4월 8일 - 5월 22일 (신인공연：4월 19일)　도쿄 다카라즈카 극장

상연횟수：64회
관객동원수：135,000명
형식적 명칭은 「미츠이스미토모VISA 뮤지컬」, 2막 34장.

### 2007년 유키구미
- 2007년 5월 4일 - 6월 18일 (신인공연：5월 22일)　다카라즈카 대극장

상연횟수：65회
관객동원수：160,000명
- 2007년 7월 6일 - 8월 12일 (신인공연：7월 24일)　도쿄 다카라즈카 극장

상연횟수：55회
관객동원수：116,000명
형식적 명칭은 「미츠이스미토모VISA 뮤지컬」, 2막.

### 2009년 츠키구미
- 2009년 5월 22일 - 6월 22일 (신인공연：6월 9일)　다카라즈카 대극장

상연횟수：46회
관객동원수：120,000명
- 2009년 7월 10일 - 8월 9일 (신인공연：7월 23일)　도쿄 다카라즈카 극장

상연횟수：45회
관객동원수：95,000명
형식적 명칭은 「미츠이스미토모VISA 뮤지컬」, 2막34장.
|           | 개연시간 (일본표준시) | 루돌프        | 엘마          | 슈테판        |
| --------- | --------------------- | ------------- | ------------- | ------------- |
| 5월 22일  | 15시                  | 료우가 하루히 | 아오키 이즈미 | 아스미 리오   |
| 5월 23일  | 11시                  | 아스미 리오   | 료우가 하루히 | 아오키 이즈미 |
| 5월 23일  | 15시                  | 아스미 리오   | 료우가 하루히 | 아오키 이즈미 |
| 5월 24일  | 11시                  | 료우가 하루히 | 아오키 이즈미 | 아스미 리오   |
| 5월 24일  | 15시 (대절)           | 료우가 하루히 | 아오키 이즈미 | 아스미 리오   |
| 5월 25일  | 13시                  | 아오키 이즈미 | 료우가 하루히 | 아스미 리오   |
| 5월 26일  | 11시                  | 아스미 리오   | 료우가 하루히 | 아오키 이즈미 |
| 5월 26일  | 15시                  | 료우가 하루히 | 아오키 이즈미 | 아스미 리오   |
| 5월 28일  | 11시                  | 아오키 이즈미 | 료우가 하루히 | 아스미 리오   |
| 5월 28일  | 15시                  | 아스미 리오   | 료우가 하루히 | 아오키 이즈미 |
| 5월 29일  | 13시                  | 료우가 하루히 | 아오키 이즈미 | 아스미 리오   |
| 5월 30일  | 11시                  | 아스미 리오   | 료우가 하루히 | 아오키 이즈미 |
| 5월 30일  | 15시 (대절)           | 아스미 리오   | 료우가 하루히 | 아오키 이즈미 |
| 5월 31일  | 11시                  | 아오키 이즈미 | 료우가 하루히 | 아스미 리오   |
| 5월 31일  | 15시 (대절)           | 아오키 이즈미 | 료우가 하루히 | 아스미 리오   |
| 6월 1일   | 13시                  | 료우가 하루히 | 아오키 이즈미 | 아스미 리오   |
| 6월 2일   | 11시                  | 아스미 리오   | 료우가 하루히 | 아오키 이즈미 |
| 6월 2일   | 15시                  | 아오키 이즈미 | 료우가 하루히 | 아스미 리오   |
| 6월 4일   | 11시                  | 아스미 리오   | 료우가 하루히 | 아오키 이즈미 |
| 6월 4일   | 15시                  | 료우가 하루히 | 아오키 이즈미 | 아스미 리오   |
| 6월 5일   | 13시                  | 료우가 하루히 | 아오키 이즈미 | 아스미 리오   |
| 6월 6일   | 11시                  | 아오키 이즈미 | 료우가 하루히 | 아스미 리오   |
| 6월 6일   | 15시 (대절)           | 아오키 이즈미 | 료우가 하루히 | 아스미 리오   |
| 6월 7일   | 11시                  | 아스미 리오   | 료우가 하루히 | 아오키 이즈미 |
| 6월 7일   | 15시 (대절)           | 아스미 리오   | 료우가 하루히 | 아오키 이즈미 |
| 6월 8일   | 13시                  | 료우가 하루히 | 아오키 이즈미 | 아스미 리오   |
| 6월 9일   | 13시                  | 아오키 이즈미 | 료우가 하루히 | 아스미 리오   |
| 6월 11일  | 11시                  | 아오키 이즈미 | 료우가 하루히 | 아스미 리오   |
| 6월 11일  | 15시                  | 료우가 하루히 | 아오키 이즈미 | 아스미 리오   |
| 6월 12일  | 13시                  | 아스미 리오   | 료우가 하루히 | 아오키 이즈미 |
| 6월 13일  | 11시                  | 료우가 하루히 | 아오키 이즈미 | 아스미 리오   |
| 6월 13일  | 15시 (대절)           | 료우가 하루히 | 아오키 이즈미 | 아스미 리오   |
| 6월 14일  | 11시 (대절)           | 아오키 이즈미 | 료우가 하루히 | 아스미 리오   |
| 6월 14일  | 15시                  | 아오키 이즈미 | 료우가 하루히 | 아스미 리오   |
| 6월 15일  | 11시                  | 아스미 리오   | 료우가 하루히 | 아오키 이즈미 |
| 6월 16일  | 11시                  | 료우가 하루히 | 아오키 이즈미 | 아스미 리오   |
| 6월 16일  | 15시                  | 아오키 이즈미 | 료우가 하루히 | 아스미 리오   |
| 6월 18일  | 11시                  | 아오키 이즈미 | 료우가 하루히 | 아스미 리오   |
| 6월 18일  | 15시                  | 아스미 리오   | 료우가 하루히 | 아오키 이즈미 |
| 6월 19일  | 13시                  | 료우가 하루히 | 아오키 이즈미 | 아스미 리오   |
| ６월 20일 | 11시                  | 아오키 이즈미 | 료우가 하루히 | 아스미 리오   |
| ６월 20일 | 15시 (대절)           | 아오키 이즈미 | 료우가 하루히 | 아스미 리오   |
| 6월 21일  | 11시 (대절)           | 아스미 리오   | 료우가 하루히 | 아오키 이즈미 |
| 6월 21일  | 15시                  | 아스미 리오   | 료우가 하루히 | 아오키 이즈미 |
| 6월 22일  | 13시                  | 료우가 하루히 | 아오키 이즈미 | 아스미 리오   |

|          | 개연시간 (일본표준시)                 | 루돌프        | 엘마          | 슈테판        |
| -------- | ------------------------------------- | ------------- | ------------- | ------------- |
| 7월 10일 | 15시 30분                             | 료우가 하루히 | 아오키 이즈미 | 아스미 리오   |
| 7월 11일 | 11시                                  | 아스미 리오   | 료우가 하루히 | 아오키 이즈미 |
| 7월 11일 | 15시30분 (대절)                       | 아스미 리오   | 료우가 하루히 | 아오키 이즈미 |
| 7월 12일 | 11시                                  | 아오키 이즈미 | 료우가 하루히 | 아스미 리오   |
| 7월 12일 | 15시30분 (대절)                       | 아오키 이즈미 | 료우가 하루히 | 아스미 리오   |
| 7월 14일 | 13시30분                              | 료우가 하루히 | 아오키 이즈미 | 아스미 리오   |
| 7월 14일 | 18시30분                              | 아스미 리오   | 료우가 하루히 | 아오키 이즈미 |
| 7월 15일 | 13시30분                              | 아오키 이즈미 | 료우가 하루히 | 아스미 리오   |
| 7월 16일 | 13시30분 (대절)                       | 료우가 하루히 | 아오키 이즈미 | 아스미 리오   |
| 7월 16일 | 18시30분                              | 료우가 하루히 | 아오키 이즈미 | 아스미 리오   |
| 7월 17일 | 13시30분                              | 아스미 리오   | 료우가 하루히 | 아오키 이즈미 |
| 7월 18일 | 11시                                  | 아오키 이즈미 | 료우가 하루히 | 아스미 리오   |
| 7월 18일 | 15시30분                              | 아오키 이즈미 | 료우가 하루히 | 아스미 리오   |
| 7월 19일 | 11시                                  | 료우가 하루히 | 아오키 이즈미 | 아스미 리오   |
| 7월 19일 | 15시30분                              | 료우가 하루히 | 아오키 이즈미 | 아스미 리오   |
| 7월 20일 | 11시 (다카라즈카 토모노카이 우선)     | 아스미 리오   | 료우가 하루히 | 아오키 이즈미 |
| 7월 20일 | 15시30분                              | 아스미 리오   | 료우가 하루히 | 아오키 이즈미 |
| 7월 22일 | 13시30분                              | 아오키 이즈미 | 료우가 하루히 | 아스미 리오   |
| 7월 23일 | 13시30분                              | 료우가 하루히 | 아오키 이즈미 | 아스미 리오   |
| 7월 24일 | 13시30분                              | 아스미 리오   | 료우가 하루히 | 아오키 이즈미 |
| 7월 25일 | 11시                                  | 아오키 이즈미 | 료우가 하루히 | 아스미 리오   |
| 7월 25일 | 15시30분 (대절)                       | 아오키 이즈미 | 료우가 하루히 | 아스미 리오   |
| 7월 26일 | 11시                                  | 료우가 하루히 | 아오키 이즈미 | 아스미 리오   |
| 7월 26일 | 15시30분 (대절)                       | 료우가 하루히 | 아오키 이즈미 | 아스미 리오   |
| 7월 28일 | 13시30분                              | 아스미 리오   | 료우가 하루히 | 아오키 이즈미 |
| 7월 28일 | 18시30분                              | 아오키 이즈미 | 료우가 하루히 | 아스미 리오   |
| 7월 29일 | 13시30분                              | 료우가 하루히 | 아오키 이즈미 | 아스미 리오   |
| 7월 30일 | 13시30분                              | 아스미 리오   | 료우가 하루히 | 아오키 이즈미 |
| 7월 30일 | 18시30분 (대절)                       | 아스미 리오   | 료우가 하루히 | 아오키 이즈미 |
| 7월 31일 | 13시30분                              | 료우가 하루히 | 아오키 이즈미 | 아스미 리오   |
| 8월 1일  | 11시                                  | 아오키 이즈미 | 료우가 하루히 | 아스미 리오   |
| 8월 1일  | 15시30분 (대절)                       | 아오키 이즈미 | 료우가 하루히 | 아스미 리오   |
| 8월 2일  | 11시 (대절)                           | 아스미 리오   | 료우가 하루히 | 아오키 이즈미 |
| 8월 2일  | 15시30분                              | 아스미 리오   | 료우가 하루히 | 아오키 이즈미 |
| 8월 4일  | 13시30분 (대절)                       | 료우가 하루히 | 아오키 이즈미 | 아스미 리오   |
| 8월 4일  | 18시30분                              | 료우가 하루히 | 아오키 이즈미 | 아스미 리오   |
| 8월 5일  | 13시30분                              | 아스미 리오   | 료우가 하루히 | 아오키 이즈미 |
| 8월 6일  | 13시30분 (다카라즈카 토모노카이 우선) | 아오키 이즈미 | 료우가 하루히 | 아스미 리오   |
| 8월 6일  | 18시30분                              | 아오키 이즈미 | 료우가 하루히 | 아스미 리오   |
| 8월 7일  | 13시30분                              | 아스미 리오   | 료우가 하루히 | 아오키 이즈미 |
| 8월 8일  | 11시                                  | 료우가 하루히 | 아오키 이즈미 | 아스미 리오   |
| 8월 8일  | 15시30분 (대절)                       | 료우가 하루히 | 아오키 이즈미 | 아스미 리오   |
| 8월 9일  | 11시                                  | 아오키 이즈미 | 료우가 하루히 | 아스미 리오   |
| 8월 9일  | 15시30분                              | 아오키 이즈미 | 료우가 하루히 | 아스미 리오   |

### 2014년 하나구미
- 8월 22일 - 9월 22일 (신인공연：9월 9일)　다카라즈카 대극장

상연횟수：46회
관객동원수：123,000명
- 10월 11일 - 11월 16일 (신인공연：10월 23일)　도쿄 다카라즈카 극장

상연횟수：54회
관객동원수：114,000명
형식적 명칭은 「미츠이스미토모VISA카드 뮤지컬」. 2막34장.
|                                                                                     | 루돌프      | 쥬라     |
| ----------------------------------------------------------------------------------- | ----------- | -------- |
| 8월 22일 - 8월 25일 8월 30일 - 9월 12일 10월 18일 – 10월 31일 11월 11일 – 11월 16일 | 세리카 토아 | 柚香光   |
| 8월 26일 – 8월 29일 9월 13일 – 9월 22일 10월 11일 – 10월 17일 11월 1일 – 11월 9일   | 柚香光      | 芹香斗亜 |

### 2016년 소라구미
- 7월 22일（金）- 8월 22일（월 ） (신인공연：8월 9일（火））　다카라즈카 대극장
- 9월 9일（金）- 10월 16일（일） (신인공연：9월 29일（木））　도쿄 다카라즈카 극장

형식적 명칭은 「미츠이스미토모VISA카드 뮤지컬」.
|                                                                | 루돌프     | 엘마・バチャーニー | 슈테판     |
| -------------------------------------------------------------- | ---------- | ------------------ | ---------- |
| 8월 13일（土）-8월 22일（월 ） 9월 9일（金）-9월 21일（水）    | 澄輝さやと | 蒼羽りく           | 桜木みなと |
| 8월 2일（火）-8월 12일（金） 9월 22일（木・祝）-10월 2일（일） | 蒼羽りく   | 桜木みなと         | 澄輝さやと |
| 7월 22일（金）-8월 1일（월 ） 10월 4일（火）-10월 16일（일）   | 桜木みなと | 澄輝さやと         | 蒼羽りく   |

### 2018년 츠키구미
- 2018년 8월 24일 (金) - 10월 1일 (월 )　( 新명公演 : 9월 11일 (火)　)　다카라즈카 대극장
- 2018년 10월 19일 (金) - 11월 18일 (일)　( 新명公演 : 11월 8일 (木)　)　도쿄 다카라즈카 극장

형식적 명칭은 「미츠이스미토모VISA카드 뮤지컬｣ .
宝塚公演は美弥るりかが9월 22일から25일まで休演した.
| | 루돌프   | 엘마     | 슈테판   |
| --- | -------- | -------- | -------- |
| 8월 24일 – 8월 31일 9월 7일 – 9월 16일 9월 25일 – 10월 1일 10월 19일 – 10월 31일 11월 13일 – 11월 18일 | 暁千星   | 蓮つかさ | 風間柚乃 |
| 9월 1일 – 9월 6일 9월 17일 – 9월 24일 11월 1일 – 11월 11일                                             | 風間柚乃 | 暁千星   | 蓮つかさ |

## 주요 넘버
- 첫번째 심문 (第一の尋問)
- 우리들 숨이 끊어진 자들 (我ら息絶えし者ども)
- 나를 불태우는 사랑 (私を燃やす愛)
- 두번째 심문 (第二の尋問)
- 아빠처럼 (パパみたいに)
- 엘리자베트 (エリザベート)
- 사랑과 죽음의 윤무 (愛と死の輪舞)
- 폭풍우도 무섭지 않아 (嵐も怖くない)
- 불행의 시작 (不幸の始まり)
- 마지막 춤 (最後のダンス)
- 황후의 의무 (皇后の務め)
- 나에게만 (私だけに)
- 어둠이 퍼지고 (闇が広がる)
- 나에게만 리프라이즈 (私だけに(リプライズ))
- 밀크 (ミルク)
- 키치 (キッチュ)
- 엄마, 어디에 있어요? (ママ, どこにいるの？)
- 황후의 승리 (皇后の勝利)
- 마담 볼프의 컬렉션 (マダム・ヴォルフのコレクション)
- 영혼의 자유 (魂の自由)
- 나는 어머니의 거울이니까 (僕はママの鏡だから)
- 밤의 보트 (夜のボート)
- 최후의 종언 (最後の証言)
- 사랑의 테마 (愛のテーマ)
- 내가 춤출 때 (私が踊る時)

## 세트리스트

### 1막
- 우리들 숨이 끊어진 자들 (我ら息絶えし者ども)
- 아빠처럼 (パパみたいに)
- 여러분 어서오세요 (ようこそみなさま)
- 사랑과 죽움의 윤무 (愛と死の輪舞) (다카라즈카 초연 당시 첫 등장)
- 황제의 의무 (皇帝の義務)
- 계획대로 (計画通り)
- 폭풍우도 무섭지 않아 / 당신이 곁에 있으면 (嵐も怖くない / あなたが側にいれば)
- 불행의 시작 (不幸の始まり)
- 결혼의 실패 (結婚の失敗)
- 마지막 춤 (最後のダンス)
- 황후의 의무 (皇后の務め)
- 나에게만 (私だけに)
- 결혼 1년째 (結婚1年目)
- 어둠이 퍼지고 (闇が広がる)
- 심심풀이 (退屈しのぎ)
- 엘리자베트, 울지마 (エリザベート泣かないで)
- 밀크 (ミルク)
- 황후의 의무 리프라이즈 (皇后の務め〈リプライズ〉)
- 나에게만 리프라이즈 (私だけに〈リプライズ〉)

### 2막
- 키치 (キッチュ)
- 에양 (エーヤン)
- 내가 춤출 때 (私が踊る時) (하나구미 초연부터 추가)
- 엄마, 어디에 있어요? (ママ、何処なの?)
- 황후의 승리 (皇后の勝利)
- 마담 볼프의 컬렉션 (マダム・ヴォルフのコレクション)
- 미열 - 마지막 기회 (微熱 - 最後のチャンス)
- 한시도 쉬지 않아 - 세월은 지나고 (一時も休まない - 年月は過ぎる)
- 정신병원 - 영혼의 자유 (精神病院 - 魂の自由)
- 어둠이 퍼지고 리프라이즈 (闇が広がる〈リプライズ〉)
- 독립운동 (独立運動)
- 나는 어머니의 거울이니까 (僕はママの鏡だから)
- 마이어 링크 (マイヤーリンク)
- 죽음의 탄식 (死の嘆き)
- 사랑과 죽음의 윤무 리프라이즈 (愛と死の輪舞〈リプライズ〉)
- 키치 리프라이즈 (キッチュ〈リプライズ〉)
- 밤의 보트 (夜のボート)
- 최종 변론 (最終弁論)
- 사랑의 테마 (愛のテーマ)

### 내용주
1. ↑  이 때, 상당한 고가에 팔린 듯, 코이케는 "과연 어떤 것인지 전혀 짐작하지 못한 채 구입해버렸다"는 취지를 2000년의 제국극장 초연판 프로그램에 기술하였다.